# Papey
Papey – największa wyspa przy wschodnim wybrzeżu Islandii, o powierzchni 2 km². Można się na nią dostać tylko z portu Djúpivogur położonego na głównej wyspie. W 1902 r. na wyspie była tylko jedna farma i kościół. Najwyższy punkt wyspy – Hellisbjarg ma 58 m wysokości. Wyspa jest pokryta roślinnością, nierówna i bagnista. Klify obfitują w ptactwo wodne, a wiele edredonów gnieździ się na wyspie podczas sezonu rozrodczego.
Wokół głównej wyspy jest jeszcze kilka mniejszych wysepek. Latarnia morska została wybudowana w 1922. Papey została przypuszczalnie zasiedlona przez islandzkich mnichów po okresie, kiedy w Islandii zaczęło się osadnictwo nordyckie. Islandczycy zostali nazwani „papeyar” (z islandzkiego cz. papejar) co odnosiło się do nazwy wyspy.
Szczątki małych, drewnianych krzyży zostały odkryte w 1927 r. i są tam ślady starych ruin, które nie zostały jeszcze odkopane. W 1972 r. islandzki archeolog Kristján Eldjárn odkopał farmę z X wieku. Sama wyspa miała kilka zalet w przeszłości i niektórzy rolnicy wzbogacili się dzięki niej.
Na Papey są dwa naturalne porty. Główny port to Selavogur na zachodzie oraz Attaeringsvogur na północnym zachodzie. Na zachodzie wyspy znajduje się także imponująca skała nazwana Kastali (Zamek). Latarnia morska znajdująca się na najwyższym punkcie wyspy została zbudowana w 1922 r.